# Насадження сосни чорної
Наса́дження сосни́ чо́рної — ботанічна пам'ятка природи місцевого значення в Україні. Розташована в межах Березнівського району Рівненської області, на узліссі біля хутора Каленики, при автодорозі Березне — с. Балашівка. 
Площа 1 га. Статус присвоєно згідно з рішенням Рівненської облради № 343 від 22.11.1983 року. Землекористовуч: ДП «Березнівський лісгосп» (Березнівське лісництво, квартал 44, виділ 16). 
Статус присвоєно з метою збереження рідкісних на Рівненщині дерев сосни чорної (австрійської), яка використовується для озеленення парків, населених пунктів. Всіх дерев — 47. Вік близько 80 років, обхват 140-160 см, діаметр 22-29 см.